# سینمای بولیوی

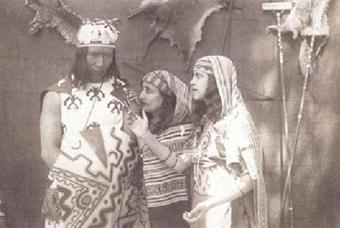
وارا وارا ۱۹۳۰ تنها فیلم باقی‌مانده از دوران پیشگامان سینمای بولیوی

سینمای بولیوی به تاریخ و بدنه سینمایی این کشور و همچنین به فیلم‌سازان بولیویایی‌تبار اشاره دارد. در حال حاضر اگرچه صنعت فیلم در بولیوی بسیار خرد است با این همه تاریخ سینمای این کشور دارای پیشینه‌ای پربار و غنی است. بولیوی از دهه ۱۹۲۰ به‌طور مداوم فیلم بلند مستند تولید کرده‌است که اگرچه عمدتاً مستند هستند اما از منظر ارائه فرهنگ این کشور بسیار حائز اهمیت می‌باشند. اگر اظهارات مورخ سینمای آمریکای جنوبی خوزه سانچز اچ را در نظر بگیریم، پیشینه این فیلم‌ها عمدتاً بر فرهنگ بومی کشور و ظلم‌های سیاسی روا رفته بر مردم است. تاریخ بولیوی مملو از تغییرات متعدد در رأس حاکمیت این کشور است. قریب به ۲۰۰ کودتا و ۲۰۰ ضد کودتا در تاریخ این کشور رخ داده‌اند. پس از سال‌ها نزاع سیاسی بر سر قدرت در سال‌های دهه ۱۹۸۰ برای اولین بار دولت‌های غیرنظامی حاکمیت خویش را بر بولیوی تثبیت کردند. تمام این رخدادها باعث شد تا فرهنگ و هنر و به‌ویژه سینما شدیداً تحت تأثیر ناآرامی‌های سیاسی قرار بگیرد.

## پیشینه
اولین نمایش فیلم در بولیوی در ۲۱ ژوئن ۱۸۹۷، و احتمالاً توسط ویتاسکوپ نشان داده شد. واکنش مطبوعات آن زمان بیشتر حول رفتارهای غیرقانونی در محل نمایش فیلم بود تا تاریخ‌نگاری این رویداد فرهنگی مهم، از این رو مقامات محلی سختگیری‌هایی برای ادامه نمایش فیلم ارائه کردند. بین سال‌های ۱۸۹۹ تا ۱۹۰۵ با ورود سینماتوگراف به لاپاز مردم بیشتر با سینما آشنا شدند.
دهه اول و دوم قرن بیستم موج جدیدی از فیلم‌سازی مستند در بولیوی به راه افتاد. در دهه ۱۹۱۰ و ۱۹۲۰ موجی از تولید فیلم‌های مستند پدید آمد. گفته می‌شود اولین فیلم بولیوی در ۱۹۰۴ به نام چهره‌های تاریخی و فعلی (Personajes históricos y de actualidad) ساخته شد. در ۱۹۲۶ فیلم افتخار مسابقه (La Gloria de la Raza) توسط لوئیس کاستلو کارگردانی گردید. اما تنها فیلم باقی مانده از دوران پیشگامان سینمای بولیوی فیلم وارا وارا (Wara Wara) محصول ۱۹۳۰ به کارگردانی خوزه ماریا ولاسکو مایدانا است که در ژانر درام عاشقانه ساخته شده‌است.
اولین فیلم ناطق سینمای بولیوی جهنم سبز (عنوان دیگر فیلم: جنگ چاکو) ساخته لوئیس بازوبری در سال ۱۹۳۶ و اولین فیلم رنگی به نام جایی که یک امپراتوری به دنیا می‌آید (Donde nace un imperio) ساخته خورخه رویز محصول ۱۹۵۷ می‌باشد.

## سینمای مدرن
در دهه ۱۹۶۰، سینمای آمریکای لاتین کم‌کم به سمت ارائه فیلم‌هایی با مضامین روشنفکری و بررسی مضامین سیاسی از جمله توسعه‌نیافتگی و نزاع اقتصادی رفت. به دنبال سینمای نوو برزیل و سینمای آرژانتین، سینمای جدید بولیوی از نظر ایدئولوژیکی نیز به دنبال تعریف هویت ملی و به دنبال ایجاد فیلم مردمی و طرد فیلمسازی به سبک هالیوود بود. در بولیوی جشنواره فیلم نیز برگزار می‌شود. جشنواره فیلم لاپاز FICLAPAZ - La Paz International Film Festival از سال ۲۰۱۳ تاکنون برگزار می‌گردد.

## فیلم‌هایی که تمام یا بخشی از آن در بولیوی فیلم‌برداری شدند

بلک تورن ۲۰۱۱

- بلک تورن ۲۰۱۱سلام برادران (۱۹۴۲)
- بوچ کسیدی و ساندنس کید (۱۹۶۹)
- چه! (۱۹۶۹)
- صورت‌زخمی (۱۹۸۳)
- ذره‌ای آرامش (۲۰۰۸)
- چه (۲۰۰۸)
- بازنده‌ها (۲۰۱۰)
- بلک‌تورن (۲۰۱۱)
- بحران برند ماست (۲۰۱۵)
- شهر گمشده زی (۲۰۱۶)

## آمار و ارقام
سینمای بولیوی در حال حاضر دارای ۸۰ سالن سینماست. از ۱۹۲۴ تا ۱۹۸۸ بیش از ۴۰ فیلم در این کشور ساخته شده‌است.